# Златарство
Златар пренасочва насам.  За селото в Североизточна България вижте Златар (село).
Златарството е художествен занаят за изработване на украшения и други предмети от сребро, злато и бронз. В миналото златарството е силно развит занаят във Видин, Чипровци, Враца, София, Самоков и др.